# Aleksandr Khramouchin
Aleksandr Khramouchin est un violoncelliste soviétique puis biélorusse, né en 1979 à Minsk et mort le 13 mai 2023.

## Biographie
Aleksandr Khramouchin naît en 1979 à Minsk au sein d'une famille de musiciens,,.    
Il reçoit de son père ses premières leçons de violoncelle avant d'intégrer en 1985 la classe de Vladimir Perlin (en) à l'école spéciale pour étudiants avancés du Conservatoire de Minsk.    
En 1992, il part s'installer en Belgique et étudie au Conservatoire royal d'Anvers auprès d'Hans Mannes. Au cours de sa formation, il bénéficie également des conseils des musiciens Janos Starker, Natalia Schakhovskaya, Dmitri Ferschtman (nl) et Boris Pergamenschikow,.    
En 2002, Aleksandr Khramouchin est finaliste du Concours international Tchaïkovski,.    
À l'âge de dix-neuf, il intègre l'Orchestre philharmonique du Luxembourg en tant que premier violoncelle solo, poste qu'il occupe jusqu'en 2019,.    
Comme pédagogue, il donne régulièrement des masterclass et enseigne jusqu'en 2021 à l’International Mundi School de Waterloo,.    
Comme interprète, il se produit en soliste sous la direction de chefs tels Emmanuel Krivine, Rudolf Werthen, Dirk Brossé (en), Patrick Davin, Lev Markiz (nl), Valeri Polianski et Bramwell Tovey (en). En parallèle, Khramouchin est un chambriste recherché, membre du Quatuor Aviv entre 2010 et 2015 et partenaire régulier d'Emanuel Ax, Christian Ivaldi, Pascal Devoyon, Éliane Reyes, Vladimir Sverdlov (en), Polina Leschenko (en), Peter Laul, Denis Goldfeld, Graf Mourja, Alexandra Soumm ou Jack Liebeck (en), notamment,.
Il est le mari de la pianiste belge Éliane Reyes,.    
Aleksandr Khramouchin meurt le 13 mai 2023, des suites d’un choc septique, à l'âge de 43 ans,.

## Discographie
Pour le label Timpani, Aleksandr Khramouchin a notamment enregistré l’intégrale de la musique de chambre de Gabriel Pierné avec le pianiste Christian Ivaldi, les œuvres pour violoncelle de Maurice Ohana avec le pianiste Pascal Devoyon ainsi que le premier enregistrement de la sonate de Jean Cras avec le pianiste Alain Jacquon. En 2022, il enregistre avec sa compagne, la pianiste Eliane Reyes, pour le label Azur Classical.
- Gabriel Pierné : musique de chambre, en deux volumes, avec Christian Ivaldi (piano), Timpani, 2007[4],[5].
- Jean Cras : Sonate pour violoncelle et piano, Trio pour violon, violoncelle et piano, Philippe Koch (violon), Aleksandr Khramouchin (violoncelle), Alain Jacquon (piano), Timpani, 2008[6].
- Jean Huré : musique de chambre, avec Marie-Josèphe Jude (piano), Timpani, 2010[7].
- Franck et Rachmaninov: sonates, mélancolie et vocalise avec Eliane Reyes. Azur Classical 2021